# ايل بون
يايل بون (بالفرنسية: Yaël Boon)‏ (مواليد 23 يونيو 1980 في سويسرا) هي ممثلة فرنسية سويسرية ومخرجة ومنتجة أفلام وكاتبة سيناريو.

## روابط خارجية
- ايل بون على موقع IMDb (الإنجليزية)
- ايل بون على موقع قاعدة بيانات الفيلم (الإنجليزية)